# 円偏光二色性
円偏光二色性（えんへんこうにしょくせい、英: circular dichroism）とは、物質が円偏光を吸収する際に左円偏光と右円偏光に対して吸光度に差が生じる現象のことである。物質がキラリティーを持つ場合に見られる。円二色性（えんにしょくせい）あるいはCD（circular dichroism）とも呼ばれている。

## 理論

### 円偏光二色性
直線偏光は同じ振幅を持つ左円偏光と右円偏光の和と見なすことができる。そのため、直線偏光が円偏光二色性を持つ物質中を通過すると、その直線偏光を構成していた左円偏光と右円偏光に振幅の差が生じるため楕円偏光に変化する。また、さらに旋光性により楕円の軸の回転も起こる。
旋光性が任意の波長で見られるのに対して、円偏光二色性はその物質が吸収する波長でしか見られない。
円偏光二色性の大きさは、左円偏光に対する吸光度AL と右円偏光に対する吸光度AR の差である円二色性吸光度
ΔA = AL - AR
で表される。もしくは、tanθが楕円偏光の短軸での振幅の長軸での振幅に対する比となるような楕円率θで表される。
一対の鏡像異性の関係にある物質について、旋光度と同様に円偏光二色性は絶対値が等しく逆の符号になる。
左右円偏光の吸光度にはランバート・ベールの法則が成立するから、円二色性吸光度にもランバート・ベールの法則が成立する。すなわち濃度c 、光路長l としたとき
ΔA = Δεc l
が成り立つ。濃度c の単位として mol/dm3、光路長l の単位として cm をとったときのΔεをモル円二色性という。
また、楕円率θは濃度c 、光路長l に比例する。単位の取り方によって楕円率は次の2種類の表し方を持つ。
比楕円率
濃度c の単位として g/100 mL、光路長l の単位として dm をとったときに
[θ'] = 100θ/c l
で表される。
モル楕円率
濃度c の単位を mol/100 mL、光路長l の単位として dm をとったときに
[θ] = θ/c l
で表される。
比楕円率とモル楕円率の間には
[θ] = [θ']・M /100
の関係がある。
また、モル円二色性とモル楕円率の間には
[θ] = 18,000/4πlog10e・Δε ≒ 3,298Δε
の関係がある。 
ある物質の物性値としてはモル円二色性かモル楕円率が採用されることが多い。

### 旋光分散との関係
旋光分散（ORD)は偏光の波長の変化につれて旋光度が変化する現象のことである。物質の屈折率を複素数で表した場合、旋光性は左右円偏光に対する屈折率の違いによるものであり複素屈折率の実部で表される。これに対し、左右円偏光の吸収の差である円偏光二色性は複素屈折率の虚部で表すことができる。このような複素屈折率においては、全波長における実部が分かれば虚部が、逆に全波長における虚部が分かれば実部を計算することができる（クラマース・クローニッヒの関係式）。
すなわち旋光分散スペクトルと円偏光二色性スペクトルはどちらか一方を測定すればもう一方は計算で求めることができる。そのため、現在では旋光分散スペクトルはほとんど測定されず、円偏光二色性スペクトルが測定されるようになっている。

## 応用

### 円偏光二色性スペクトル
円偏光の波長に対して、円偏光二色性の大きさ（通常はモル楕円率）をプロットしたものを円偏光二色性スペクトル（あるいは円二色性スペクトル、CDスペクトル）という。
円偏光二色性スペクトルが正のピークを持つとき、これを正のコットン効果、負のピークを持つときこれを負のコットン効果という。

### 有機化合物の絶対構造解析
キラル物質の円偏光二色性スペクトルの符号は、鏡像異性体同士で逆になる。そのため、円偏光二色性スペクトル測定は、キラル物質の絶対立体配置を調べるために経験的または非経験的に用いられる。特に、分子内に複数の発色団を持つ場合は、励起子キラリティー法と呼ばれる手法によって、コットン効果の符号と大きさを理論的に計算することができる。これにより絶対立体配置を決定することが可能である。

### タンパク質の二次構造解析
円偏光二色性スペクトル測定は、タンパク質の二次構造を推定するために用いられる。タンパク質のα-へリックス、β構造、無秩序構造などの二次構造は、それぞれ異なる円偏光二色性スペクトルを示す。典型的な二次構造の円偏光二色性スペクトルのピークや形状と比較することで、測定したタンパク質の二次構造の割合を予測できる。